# Hardcore Heaven 1996
Hardcore Heaven 1996 è stato un evento di wrestling prodotto dalla Extreme Championship Wrestling. Si svolse il 22 giugno 1996 alla ECW Arena di Filadelfia, Pennsylvania. Fu la terza edizione della serie Hardcore Heaven.

## Risultati
| Risultato | Stipulazione                                                 | Durata |
| --- | ------------------------------------------------------------ | ------ |
| Shane Douglas sconfisse Mikey Whipwreck | Single match                                                 | 11:33  |
| The Full Blooded Italians (J.T. Smith & Little Guido) (con Salvatore Bellomo) sconfissero The Dudleys (Big Dick Dudley & Buh Buh Ray Dudley) (con Chubby Dudley, Sign Guy Dudley e Dances with Dudley) per squalifica | Tag team match                                               | 10:10  |
| Taz (con Bill Alfonso, The Eliminators, Rob Van Dam e Shane Douglas) sconfisse Paul Varelans per sottomissione | Single match                                                 | 02:24  |
| Raven (c) (con Stevie Richards, Super Nova e The Blue Meanie) sconfisse Terry Gordy | Single match per l'ECW World Heavyweight Championship        | 12:45  |
| The Eliminators (Kronus & Saturn) (c) contro The Gangstas (New Jack & Mustafa Saed) terminò in no-contest | Tag team match per il titolo ECW World Tag Team Championship | 08:16  |
| The Eliminators (Kronus & Saturn) (c) contro The Bruise Brothers (Don Bruise & Ron Bruise) terminò in no-contest | Tag team match per il titolo ECW World Tag Team Championship | n/d    |
| Axl Rotten & Hack Meyers contro The Samoan Gangsta Party (Matty Smalls & Sammy the Silk) terminò in no-contest | Tag team match                                               | 02:00  |
| Chris Jericho sconfisse Pitbull #2 (c) (con Francine) | Single match per l'ECW World Television Championship         | 12:10  |
| Tommy Dreamer (con Beulah McGillicutty e Kimona Wanalaya) sconfisse Brian Lee | Weapons match                                                | 09:02  |
| Sabu sconfisse Rob Van Dam | Single match                                                 | 20:00  |